# 안상현 (축구 선수)
안상현(安相賢, 1986년 3월 5일 ~ )은 대한민국의 축구 선수로서 포지션은 미드필더이다.

## 개요
경기도 파주시 출생으로 능곡중학교를 중퇴하였다.

## 축구인 생활

### 선수 생활
2002년 중학교를 중퇴하고 안양 LG 치타스 (현 FC 서울)에 입단하여 K리그 무대에 입성하였다. 2004년 안양 LG 치타스가 서울특별시로 연고를 이전하고 구단 명칭을 변경한 FC 서울에서 계속 활약하였다. 2005년에는 PSV 에인트호번 입단 테스트를 받았으나 최종 계약에는 실패하였다. 이후 3시즌 간 리그컵을 포함하여 3경기를 뛰는데 그쳤지만, 2007년 주전 공격수들의 부상과 국가대표 차출로 인하여 FC 서울에 새로 부임한 셰놀 귀네슈 감독에게 중용받으며 경기 출전횟수를 늘리기 시작하였고, 그 해 리그에서 10경기를 뛰었다. 2007 시즌 이후 2년 동안 리그컵을 포함하여 1경기를 뛰는데 그쳤고, 2009년 7월 여름 이적 시장을 통하여 본인을 프로 무대로 데려온 은사였던 조광래 감독이 이끄는 경남 FC로 임대되어 1년 6개월 간 활약하였다.
경남에서의 임대 생활을 끝내고 서울로 복귀한 후 2011년 2월 25일 대구 FC로 이적하였다. 2014 시즌에는 팀의 주장을 맡아 이끌기도 하였으나, 2014 시즌을 끝으로 대구 FC와의 계약이 해지되었다.
2015년 1월 8일 대전 시티즌에서 전남 드래곤즈로 이적한 정석민의 공백을 채우기 위하여 안상현의 영입을 발표하였으며, 시즌 중반부터 주장 윤원일의 시즌 아웃으로 주장직을 수행했고, 시즌 후반에는 전남 드래곤즈와의 원정경기에서 부상으로 시즌아웃을 판정받았다. 시즌 종료후 계약해지 되었으며 2016년 1월, 성남 FC로 이적하였다.
2018년 장준영과 트레이드로 대전 시티즌에 재입단하였다.

## 경력

### 선수 경력
- 2002년 ~ 2010년  안양 LG 치타스 / FC 서울
- 2009년 ~ 2010년  경남 FC (임대)
- 2011년 ~ 2014년  대구 FC
- 2015년  대전 시티즌
- 2016년 ~ 2017년  성남 FC
- 2018년 ~현재  대전 시티즌

## 수상

### 클럽

#### 안양 LG 치타스/FC 서울
- 아시아 클럽 챔피언십 준우승 1회 (2002년)
- K리그 준우승 1회 (2008년)
- 리그컵 우승 1회 (2006년)
- 리그컵 준우승 1회 (2007년)